# Sophora howinsula
Sophora howinsula är en ärtväxtart som först beskrevs av Walter Reginald Brook Oliver, och fick sitt nu gällande namn av Peter Shaw Green. Sophora howinsula ingår i släktet soforor, och familjen ärtväxter. Inga underarter finns listade i Catalogue of Life.